# 7500 (film)
7500 è un film del 2019 diretto da Patrick Vollrath.

## Trama
Un aereo, modello Airbus A319, partito da Berlino e diretto a Parigi subisce un tentativo di dirottamento da parte di un gruppo di terroristi islamici; il copilota riesce a barricarsi in cabina, mentre i criminali prendono in ostaggio passeggeri ed equipaggio.
Dopo la morte del comandante, di uno studente e di una hostess (la compagna del copilota), i passeggeri si ribellano, ma due terroristi riescono a entrare nella cabina di pilotaggio e a prendere il controllo dell'aereo, immobilizzando l'ufficiale, che si stava preparando ad un atterraggio di emergenza ad Hannover.
I due minacciano di far schiantare l'aereo su Hannover, ma il più giovane dei terroristi ci ripensa, uccide il complice e libera il copilota.
Il giovane permette al copilota di effettuare l'atterraggio di emergenza previsto.
Una volta a terra, i passeggeri vengono sbarcati, mentre il copilota rimane in cabina, ostaggio dell'unico terrorista sopravvissuto.
Il criminale chiede che l'aereo venga rifornito per poter ripartire. Nonostante diversi tentativi di convincerlo ad arrendersi, il ragazzo continua a minacciare il copilota, venendo infine colpito da un cecchino, che lo ferisce gravemente, ponendo fine alla vicenda.

## Produzione
Nel 2017, all'avvio del progetto, il protagonista doveva essere Paul Dano, ma col rinvio delle riprese, Dano ha abbandonato il film per altri impegni ed è stato sostituito da Joseph Gordon-Levitt.
Le riprese del film sono iniziate nel novembre 2017 e si sono svolte tra Colonia e Vienna.
Il budget del film è stato di 5 milioni di dollari.

## Promozione
Il primo trailer del film viene diffuso il 10 giugno 2020.

## Distribuzione
Il film è stato presentato al Locarno Festival 2019 il 9 agosto e distribuito sulla piattaforma Prime Video a partire dal 18 giugno 2020.